# Període Sengoku
El període Sengoku (japonès: 戦国時代 sengoku jidai, català: Període dels Regnes Combatents) és un dels períodes més convulsos de la història del Japó. L'inici d'aquest període tingué lloc l'any 1467, amb la fi del govern de facto del shogunat Ashikaga. La fi d'aquest període tingué lloc l'any 1573, amb l'arribada al poder del shogunat Tokugawa (període Azuchi-Momoyama).

## Context històric
El shogunat Ashikaga havia perdut el control del Japó durant el període Muromachi. Amb l'inici de la Guerra Ōnin (1467 - 1477) s'acabà de facto el shogunat Ashikaga i, juntament amb ell, les últimes reminiscències del poder central. Durant el segle posterior a l'enfonsament d'Ashikaga, període que seria conegut més tard amb el nom de sengoku, nous líders de clans lluitaren entre si pel domini del Japó.
Durant el domini d'Ashikaga les províncies eren governades per senyors locals que, formalment, encara exercien com a Shugo, és a dir, com a governadors provincials. Amb la fi de l'estat centralitzat van entrar en escena un nou tipus de senyors feudals, els dàimios. No legitimaven el seu poder apel·lant a un govern central, sinó que ho feien mitjançant la propietat de la terra i el poder militar. Japó es trencà en petits i incomptables bocins de territori que durien a contínues guerres senyorials entre si i a la forja d'aliances.
Aquesta divisió s'acabà per la decidida acció de tres homes: Oda Nobunaga, Toyotomi Hideyoshi i Tokugawa Ieyasu. Tots tres pacificaren el Japó per la força de les armes i Ieyasu aconseguí fundar un nou shogunat. Amb la unificació del Japó, acabà, a principis del segle xvii, l'era dels regnes combatents.

## Els regnes combatents
A la fi del shogunat Ashikaga hi havia aproximadament 200 províncies governades per senyors locals. D'aquests 200 senyors, 30 eren dàimios prou poderosos per tenir un paper en la lluita pel poder. A mitjan segle xvi, els senyors més influents en la lluita pel poder, mitjançant la conquesta o les aliances, ja s'havien perfilat.
Així doncs, Mōri Motonari, Hōjō Ujitsuna, Imagawa Yoshimoto, Oda Nobunaga, Takeda Shingen i Uesugi Kenshin iniciaren la lluita mútua pel poder.
Takeda Shingen i Uesugi Kenshin van fer la guerra l'un contra l'altre de forma molt violenta fins a quedar esgotats. Imagawa Yoshimoto marxà l'any 1560 contra Oda Nobunaga. Tot i tenir unes forces deu vegades superiors, va perdre la batalla de Okehazama. L'any 1568 Oda Nobunaga aconseguí conquerir Kyoto, proclamar Ashikaga Yoshiaki com a shogun titella i, amb aquesta la legitimació, aspirar a la conquesta de tot el Japó. Oda Nobunaga feu una aliança amb Tokugawa Ieyasu, antic general d'Imagawa Yoshimoto. Aleshores, marxà contra el monestir budista més important del país perquè els seus monjos soldats (sōhei) havien ajudat els seus enemics. L'assalt al monestir d'Enryaku-Ji, el qual envoltà i incendià, ha esdevingut un exemple de la brutalitat i la duresa d'Oda Nobunaga. L'any 1573 derrocà Ashikaga Yoshiaki i gairebé esdevé senyor de tot el Japó.

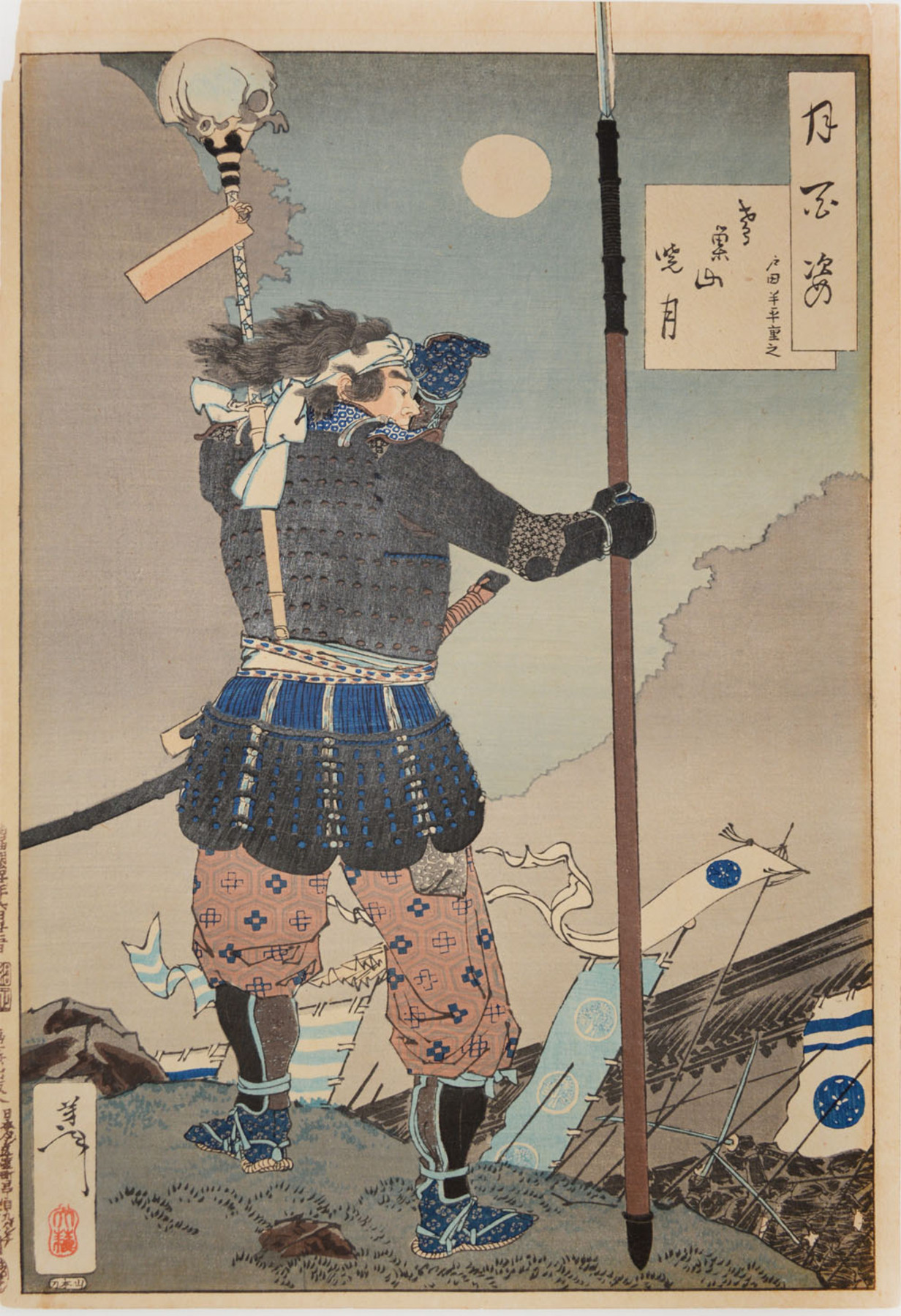
Un general mou les seves tropes a la batalla de Nagashino. Il·lustració de Tsukioka Yoshitoshi

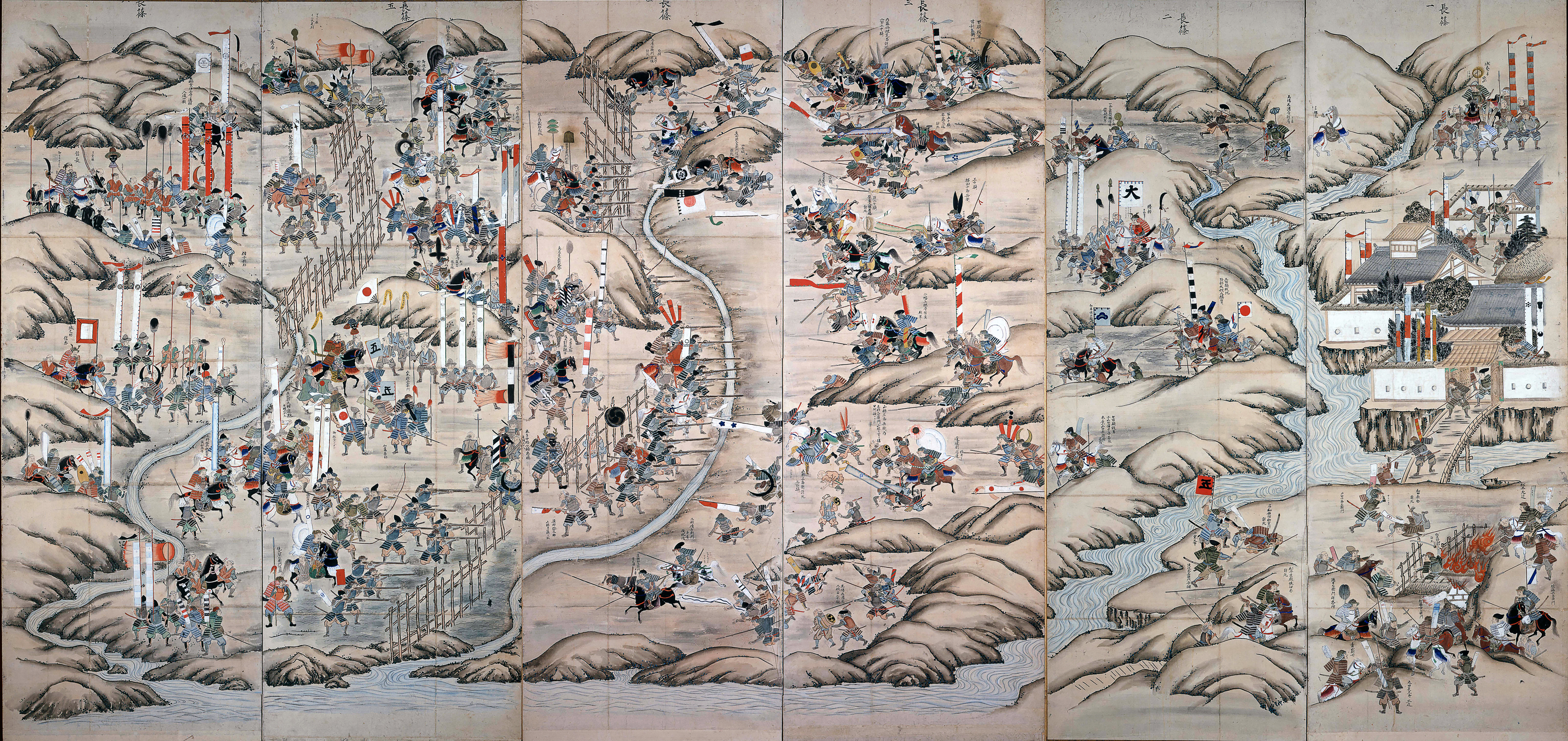
Batalla de Nagashino

L'any 1575 Oda Nobunaga aconseguí guanyar a la batalla de Nagashino a l'exèrcit veí del clan Takeda, el qual es formava principalment de cavalleria. Aquesta victòria fou la primera de tota la història del Japó que es basava en l'ús massiu d'armes de foc. En els anys següents, inicià la lluita contra els seus últims enemics. Entre els anys 1576 i 1579 assetjà i prengué la fortalesa d'Azuchi, de la qual el període Azuchi-Momoyama en prendria, en part, el nom. L'any 1582 Oda Nobunaga i el seu fill gran, un dels seus generals més importants, van ser atacats per Akechi Mitsuhide i es van veure obligats a suïcidar-se.
Toyotomi Hideyoshi, general de Nobunaga que aleshores es trobava lluitant a les terres de l'oest, tornà, matà el traïdor i prengué per si mateix el control de les forces d'Oda Nobunaga.
Amb Toyotomi Hideyoshi entrà en escena el segon dels tres unificadors el país. Havia començat la seva carrera com a soldat ras de l'exèrcit d'Oda Nobunaga i, després d'algunes lluites pel poder, l'any 1585, era l'home més poderós del país. Revalidà les aliances d'Oda Nobunaga amb els Uesugi i els Tokugawa i inicià la lluita contra els últims grans dàimios de país. L'any 1590 aconseguí dominar-los i completà la unificació del Japó. Dividí el país en unes 200 províncies, confià el govern de les províncies als dàimios i se n'assegurà la fidelitat. Assegurà el seu domini amb el govern directe de les províncies més riques i envoltant-se només de dàimios que li fossin fidels. Després s'autoproclamà regent de l'emperador. No obstant això, el nou règim encara no era estable. L'any 1591 ordenà envair Corea i la Xina. Encara avui no se sap si pensava realment que podria conquerir aquests dos països o si simplement enviava els guerrers, mancats d'ocupació, a l'estranger perquè representaven un perill per al govern. De tota manera, la invasió no tingué èxit a causa del poder militar xinès. La invasió acabà poc després de la mort d'Hideyoshi, l'any 1598.
Poc abans de morir, encarregà a un consell de cinc dàimios, del qual Tokugawa Ieyasu formava part, la regència dels seus hereus, encara menors d'edat. Poc després de la seva mort començaren les lluites pel poder. Tokugawa Ieyasu es va poder defensar de tots els atacs i va guanyar-se el suport de la majoria de dàimios. L'any 1600 aniquilà els últims contingents dels seus enemics a la batalla de Sekigahara. Amb aquesta victòria, el Japó quedà finalment unificat i el shogunat Tokugawa hi regnaria durant dos segles i mig.

## Repercussions socials
Tot i la inestabilitat, la fase final del període sengoku dugué importants avenços al Japó. Oda Nobunaga va reformar l'administració dels pobles, dels camps i la recaptació d'impostos. També dugué a terme l'estandardització de les mesures de pes i distància, i també una liberalització del comerç que seria la pedra fonamental pels mercaders (chōnin) característics del període Edo. Toyotomi Hideyoshi creà, amb el sistema dels dàimios com a governadors provincials obligats a ser fidels al regent, la base del sistema bakuhan característic del shogunat Tokugawa. Continuà les reformes d'Oda Nobunaga, feu una nova divisió administrativa de tot el Japó i creà un impost en espècies d'arròs. No obstant això, la seva reforma més important fou la introducció de nous rangs socials. Ell mateix, que havia ascendit des de pagès fins a senyor de la guerra, obligà a tothom ser o pagesos o guerrers (Samurai) en l'escala social. Aquesta reforma fou difícil de dur a terme, ja que durant el període Sengoku s'havien format gegantins exèrcits de pagesos. Fins a la Guerra Ōnin, només havien lluitat en guerres els bushi, que eren, des de l'antiguitat, l'elit guerrera del Japó. Però per a les batalles de masses del període Sengoku també s'armaren els pagesos. Després de la reforma social de Toyotomi Hideyoshi, només estigué permès als pagesos d'emprar espases de caça (katana-gari). Aquesta divisió de la societat formà la base sobre la qual es construiria la societat del període Edo amb els seus quatre rangs socials. Finalment, Tokugawa Ieyasu perfeccionà les reformes dels seus predecessors i creà un sistema notablement estable.

## Pel·lícules
- Akira Kurosawa: Kagemusha
- Akira Kurosawa: La fortalesa oculta